# سو ستريت
سو ستريت (بالإنجليزية: Sue Street)‏ هي مسؤولة بريطانية، ولدت في 11 أغسطس 1949.